# Noréthandrolone

La norethandrolone est une molécule appartenant à la classe des stéroïdes anabolisants. Elle est indiquée en France dans le traitement de l'aplasie médullaire. Elle ne semble plus commercialisée qu'en France en 2020

## Indications en médecine
L'indication de l'autorisation de mise sur le marché, délivrée en 1960, est l'aplasie médullaire, une pathologie correspondant à la cessation de la synthèse de nouvelles cellules sanguines dans la moelle osseuse. Sa prescription semble cependant rare et est réservée en dernière ligne de traitement : la Haute Autorité de Santé française lui a attribué un service médical rendu « faible »
. Le danazol est un autre androgène indiqué dans le traitement de l'aplasie médullaire.
La noréthandrolone a également été utilisée dans le traitement des leucémies aiguës myéloïdes en recherche clinique.

## Effets indésirables
Du fait de l'action anabolisante et virilisante de la noréthandrolone, divers effets indésirables sont attendus: masculinisation avec hirsutisme, modifications du timbre de la voix, chute des cheveux, acné, séborrhée, augmentation de poids et de la masse musculaire